# Richard Allan (rugby à XV)
Pour les articles homonymes, voir Richard Allan et Allan.
Pas d'image ? Cliquez ici

b Matchs officiels uniquement.
Dernière mise à jour le 16 octobre 2013.
Richard Campbell Allan, né le 16 mars 1939 à Glasgow, est un joueur écossais de rugby à XV évoluant au poste de demi de mêlée.

## Biographie
Richard Allan connaît une seule sélection avec l'équipe d'Écosse le 22 février 1969 lors du match contre l'équipe d'Irlande dans le cadre du Tournoi des Cinq Nations.